# جانجا جارنبريت
جانجا جارنبريت (مواليد 12 مارس 1999) هي متسلقة و ممارسة لرياضة التسلق الرياضي سلوفينية، فازت بأول ميدالية ذهبية في تاريخ رياضة التسلق الرياضي في أولمبياد 2020.